# Новые Киркаешты
Новые Киркаешты, Киркэештий Ной (рум. Chircăieștii Noi) — село в Каушанском районе Молдавии. Является административным центром коммуны Новые Киркаешты, включающей также село Баурчь.

## География
Село расположено на высоте 157 метров над уровнем моря.

## Население
По данным переписи населения 2004 года, в селе Новые Киркаешты проживает 1084 человека (543 мужчины, 541 женщина).
Этнический состав села:
| Национальность | Число жителей | Процентный состав |
| -------------- | ------------- | ----------------- |
| молдаване      | 989           | 91,24             |
| гагаузы        | 70            | 6,46              |
| украинцы       | 11            | 1,01              |
| русские        | 8             | 0,74              |
| болгары        | 3             | 0,28              |
| румыны         | 2             | 0,18              |
| прочие         | 1             | 0,09              |
| Всего          | 1084          | 100 %             |